# Synema interjectivum
Synema interjectivum is een spinnensoort in de taxonomische indeling van de krabspinnen (Thomisidae).
Het dier behoort tot het geslacht Synema. De wetenschappelijke naam van de soort werd voor het eerst geldig gepubliceerd in 1947 door Cândido Firmino de Mello-Leitão.